# F/A-XX
F/A-XX est un programme d'armement de l'US Navy visant à développer un chasseur de sixième génération destiné à remplacer, vers les années 2030, les F-18 Super Hornet et EA-18G Growler de l'United States Navy et de l'United States Marine Corps Aviation.

## Développement
Dans une « requête pour informations » (Request for Information (en), RFI) envoyées en avril 2012 aux constructeurs aéronautiques, la marine américaine avait précisé que l’objectif était de concevoir un appareil destinés à opérer depuis un porte-avions et devant fournir une suprématie aérienne, avec des capacités de frappe dans un environnement A2/AD (anti-access/area denied).
En 2020, le Naval Air Systems Command [NAVAIR] (en) met en place un bureau chargé de superviser le programme Next Generation Air Dominance [NGAD], nouveau nom du programme F/A-XX mais distinct de celui conduit par l’US Air Force. Dans un document intitulé « Navy Aviation 2030-35 »[.PDF] publiée en 2021, la marine américaine a donné un aperçu de ce que sera ce futur chasseur-bombardier embarqué.
Le F/A-XX devra être au centre d’un « système de systèmes », appelé FoS [pour Family of Systems], comprenant des drones de combat collaboratifs et des effecteurs déportés (drones ayant des missions multiples : reconnaissance, leurrage, guerre électronique, transport et largage de munitions air-sol et air-air). Cet appareil devra avoir un rayon d’action plus important et une vitesse plus élevée que les actuels F/A-18 Super Hornet. De telles caractéristiques permettraient à un porte-avions de le catapulter depuis une distance de sécurité, c’est-à-dire à l’abri des missiles antinavires adverses.
Trois entreprises, Lockheed Martin, Boeing et Northrop Grumman ont soumis des propositions ; « nous sommes actuellement en phase de sélection », indique en 2024 l’amiral Lisa Franchetti, cheffe de la Navy. En mars 2025, Lockheed Martin est exclu du programme.
Boeing a dévoilé un concept lors du salon Sea-Air-Space 2013 à Washington. Cet appareil a la forme d'une aile dotée de deux réacteurs, sans dérive et munie de surfaces canard, mais le constructeur précise bien qu'il s'agit d'une ébauche de graphistes travaillant avec quelques directives et que le produit final peut être très différent. Boeing envisage une version pilotée et une version non pilotée (drone).
En 2021, Northrop Grumman dévoile dans un film promotionnel un avion de combat qui pourrait être sa réponse à ce programme. Assez imposant, il n’a pas d’empennage et ses entrées d’air sont situées au-dessus du fuselage, dont la forme fait penser à un « doritos ».